# Pabradė
Pabradė - Podbrodzie, en polonais - est une ville de Lituanie ayant en 2005 une population d'environ 6 000 habitants (5 528 en 2017).

## Histoire
La ville s'est développée autour d'une gare ferroviaire lors de la construction de la ligne reliant Saint-Pétersbourg à Varsovie en 1862.
Jusqu'à la seconde guerre mondiale, la population juive représentait un tiers de la population totale. Dès juin 1941, au début de la guerre, une douzaine de Juifs sont exécutés au prétexte de leur collaboration avec les soviétiques. Au milieu du mois de juillet, la police lituanienne arrête 60 juifs et les  assassinent. Le 1er septembre, le reste de la communauté juive locale est forcée à vivre dans un ghetto. Plusieurs juifs réussissent à s'enfuir après quelques jours. Une centaine sont capturés de nouveau. Les 8 et 10 octobre 1941, ils seront assassinés au camp de Švenčionėliai avec plusieurs milliers d'autres. La police locale continue son œuvre de massacre des juifs sur un site à l'extérieur de la ville.

## Population actuelle
En 2011, la population était majoritairement composée de Polonais (44,73 %) et de Lituaniens (26,81 %), ainsi que d'autres minorités ethniques (Russes, Biélorusses).